# Formação Aguja
A Formação Aguja é uma formação geológica na América do Norte, exposta no Texas, Estados Unidos e Chihuahua e Coahuila no México, cujos estratos datam do Cretáceo Superior. Restos de dinossauros estão entre os fósseis que foram recuperados da formação. Palmeiras fósseis também foram desenterradas aqui.

## Descrição

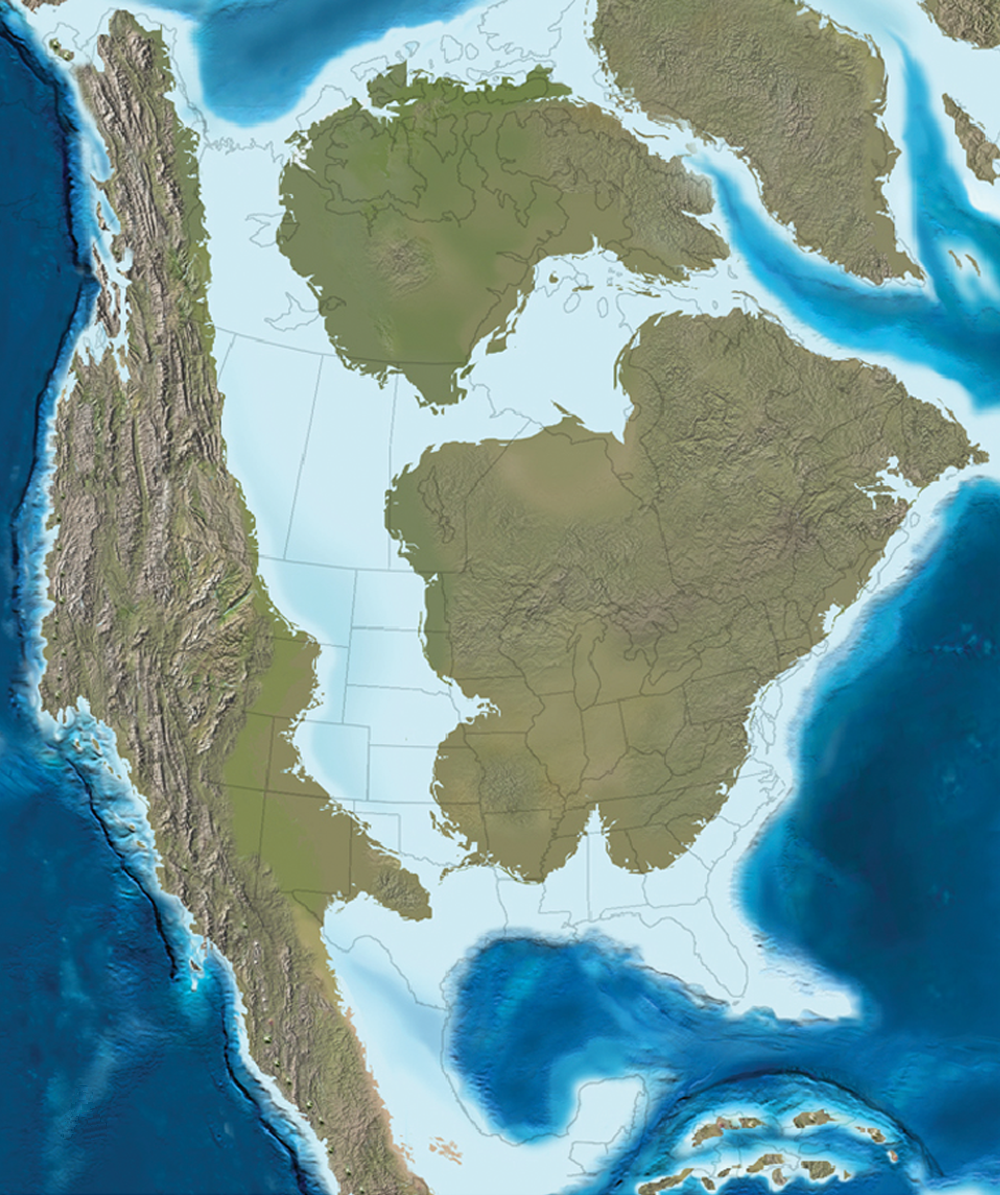
Paleogeografia da América do Norte no Campaniano

As idades da Formação Aguja e sua unidade primária portadora de fósseis, o Alto Shale, não são bem compreendidas. Devido à presença da amonite Baculites mclearni, que ocorre apenas de 80,67 a 80,21 Ma, no arenito subjacente Rattlesnake Mountain e no arenito Terlingua Creek, é provável que o Upper Shale fosse mais jovem do que 80,2 Ma. Uma data radiométrica de 76,9 Ma foi recuperada no Alto Shale, tornando provável que a formação não fosse mais jovem do que 76,9 Ma. O contato com a Formação Javelina sobrejacente foi estimado em cerca de 70 Ma atrás, mas também tão recentemente quanto 68,5 milhões de anos atrás. Isso é improvável, no entanto, devido à presença de Bravoceratops, mais primitivo do que um casmossauríneo sem nome do Membro De-na-zin da Formação Kirtland, na seção mais baixa da formação. A idade do arenito La Basa é limitada pela presença de Scaphites hippocrepis III na Formação Pen sobrejacente, que foi datada em 81,53 Ma.